# Hà Khúc
Hà Khúc (chữ Hán giản thể: 河曲县, âm Hán Việt: Hà Khúc huyện) là một huyện thuộc địa cấp thị Hãn Châu, tỉnh Sơn Tây, Cộng hòa Nhân dân Trung Hoa. Huyện Hà Khúc có diện tích 1327 km², dân số năm 2003 là 140.000 người. Huyện Hà Khúc có 4 trấn và 9 hương.
- Trấn: Văn Bút, Tuần, Lâu Tử Doanh, Lưu Gia Tháp.
- Hương: Cựu Huyện, Lục Cố, Tiền Xuyên, Thổ Câu, Đơn Trại, Sa Bình, Xã Lương, Sa Tuyền, Triệu Gia Câu.